# 帕特里夏·麦克布莱德

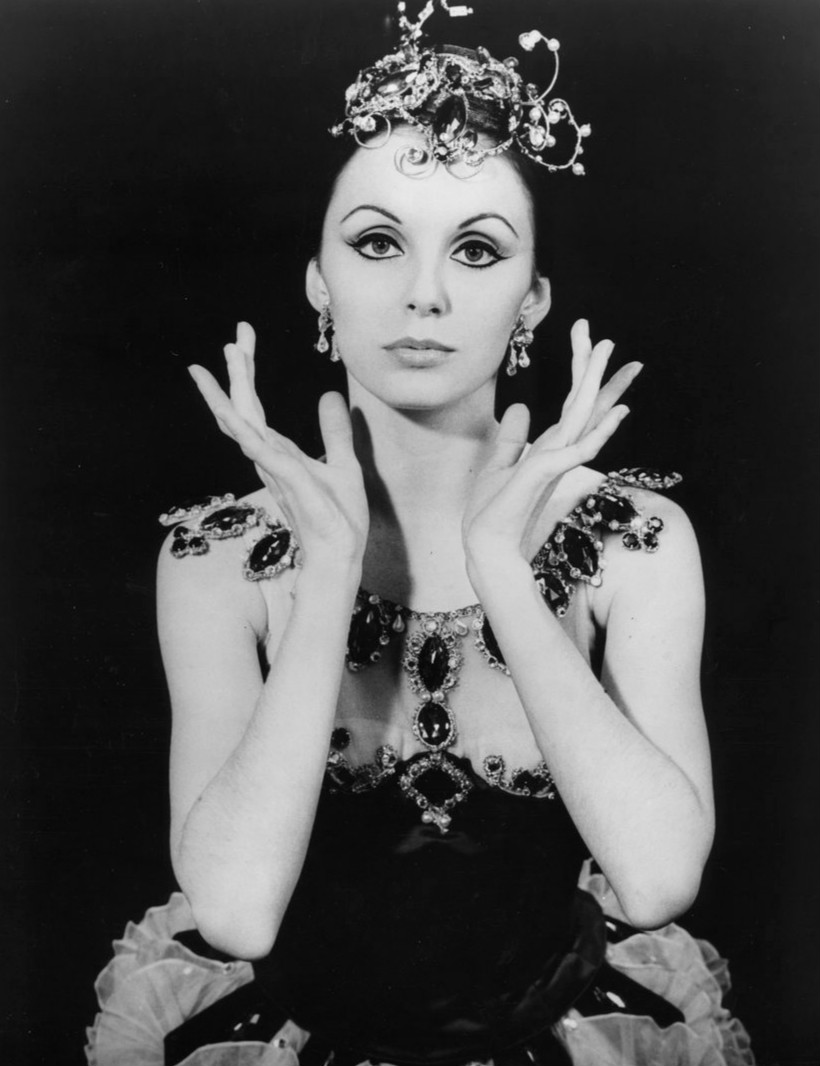
帕特里夏·麦克布莱德

帕特里夏·麦克布莱德（Patricia McBride，1942年8月23日—）是一位芭蕾舞演员 ，曾是紐約市芭蕾舞團的一員。她于1959年加入紐約市芭蕾舞團。在芭蕾舞團期間，乔治·巴兰奇和杰罗姆·罗宾斯為她設計了不少角色，然後她在舞劇中要扮演這些角色。2014年12月7日，麦克布莱德被授予肯尼迪中心荣誉奖。